# Forces de Mobilització Popular
Les Forces de Mobilització Popular (FMP) també conegudes com a Unitats de Mobilització Popular (UMP) (àrab: الحشد الشعبي, al-Ḥaxd ax-Xaʿbī; anglès: Popular Mobilization Forces) són una coalició paramilitar iraquiana d'una quarantena de milícies, en la seva majoria xiïtes però també hi ha grups sunnites, cristians i iazidites. La coalició es va formar enfront del desplegament contra l'Estat Islàmic de l'Iraq i el Llevant (ISIL). L'organització es va formar mitjançant la unió de les milícies existents en el marc del "Comitè de Mobilització Popular" del Ministeri de l'Interior de l'Iraq al juny de 2014.

## Història i formació
Les FMP van ser creades pel govern iraquià el 15 de juny de 2014 després de la fàtua d'Ali al-Sistani sobre «el Jihad necessari» de 13 de juny. La fàtua demanava defensar les ciutats iraquianes particularment Bagdad i participar en l'ofensiva contra l'Estat islàmic, després de la caiguda de Mossul en mans dels gihadistes el 10 de juny de 2014. Les forces van unir diverses milícies xiïtes, moltes d'elles recolzades directament per Iran al costat d'un petit nombre de grups tribals sunnites. Les forces estarien sota el paraigua dels serveis de seguretat de l'estat i dins dels marcs legals i pràctiques del Ministeri d'Interior de l'Iraq. En el curs dels esdeveniments, alguns d'aquests grups van canviar de rumb i van començar a operar de manera independent.
Segons algunes fonts, les Forces de Mobilització Popular han marcat diferència en el camp de batalla soscavant la superioritat de l'Estat Islàmic en la guerra de guerrilles i en la guerra psicològica.

## Vista alternativa de la creació del PMUs
Nibras Kazimi, un acadèmic iraquià i professor visitant de l'Institut Hudson, ofereix una versió diferent de la creació de les Forces de Mobilització Popular i assegura que el PMF no va ser creat el 15 de juny de 2014 a causa de la fàtua d'Ali al-Sistani sinó diversos mesos abans. Aquest "secret a veus ' va ser revelat pel líder de les FMP, Hadi al-Amiri, en una reunió entre alts dirigents del FMP amb Nouri al-Maliki el 28 de juny de 2016. També s'inclou en les actes del 7 d'abril de 2014 de la reunió entre l'Aliança Nacional (bloc xiïta) i Maliki que va revelar la dada.
Aquesta informació provaria que el govern iraquià coneixia la situació de l'exèrcit iraquià amb anterioritat a la seva ensulsiada en l'ofensiva durant l'ofensiva de nord de l'Iraq (agost 2014) en la qual Mossul va caure en mans de l'Estat islàmic.
També prova que les febleses de l'exèrcit iraquià eren conegudes per part de la Administració Obama. En abril de 2014, hi havia ja quaranta oficials militars de EUA en diversos centres de comandament de ISF com a enllaços amb l'ambaixada dels EUA a Bagdad. Quan el President Obama va anunciar la seva intenció d'enviar més consellers de EUA a l'Iraq a l'agost 2014, va utilitzar acuradament les seves paraules com per suggerir que l'esforç va ser la continuació d'un programa existent que ja estava en marxa.
A mitjan abril de 2014, els esforços del general iranià Qasim Suleimani per crear una força auxiliar ja estava en marxa. Inicialment, el proto-PMU va ser a punt de denominar-se saraya al-difa'un al-sha'abi (‘Brigades de Defensa Popular'). El logo previst era similar al del grup libanès Hezbollah.
És possible que hi hagi evidències que el govern dels Estats Units va mantenir al principi relació amb una facció de les PMU propera a Suleimani, una organització que va ser recolzada pel seu adjunt Abu al-Mahdi Muhandis: Jund al-Imam. El Wall Street Journal ho va esmentar durant la Segona Batalla de Tikrit com "recolzades per EUA".
Les actes de la reunió del 7 d'abril de 2014 de l'Aliança Nacional (bloc xiïta) amb Maliki diu:
"Hi ha un clar i real perill de seguretat que amenaça al país i vaig dir fa més d'un any que la situació és perillosa." "El nostre exèrcit no es pot considerar-se ja com una formació que inclou a sunnites, xiïtes i kurds. Alguns sunnites no estan convençuts, mentre que alguns xiïtes estan aquí pel salari i és un exèrcit que no ha lliurat tantes batalles abans i l'armament és bàsic en comparació del d'Estat Islàmic ... "
"Hem intentat en aquests dies confiar en els 'Fills de l'Iraq' grups [compostos] de muyahidines i hem creat fins al moment 20 grups en els voltants de Bagdad i continuem fent-ho en Hilla i Beleu i Dujail mitjançant la formació de tals grups perquè són millors que l'exèrcit i poden lluitar contra les guerrilles i es formaran també en Karbala ".
En la reunió del 7 d'abril de 2014 Maliki reclama que els americans “menteixen” sobre els seus compromisos d'armament. Una carta dirigida a Maliki, del 15 d'abril de 2014 del supervisor del programa de lliurament d'armes dels EUA a l'Iraq sembla per ser una resposta directa a la reclamació de Maliki. Comença amb “ Li hem proporcionat tot el que ha demanat.” La importància d'aquesta carta és la claredat de la disponibilitat de l'administració dels EUA amb relació a les condicions reals sobre el terreny de l'Iraq. El president Obama havia fet l'analogia a David Remnick uns mesos abans. Clarament, va haver-hi participació molt més directa dels EUA a l'Iraq i la consegüent capacitat de jutjar el potencial d'un conflicte més ampli hauria d'haver estat millor que les declaracions públiques de l'administració d'Obama que indicaria.
Això mostra que el Govern iraquià sota Maliki, i per extensió els EUA, era conscient de les febleses en l'Exèrcit iraquià, incloent el fet que molts sunís simpatitzaven amb l'Estat Islàmic, i que molts xiïtes estaven allí només per diners. Per això la narració que va realitzar el govern iraquià i la comunitat internacional d'estar en choc, sorpresos i mancats de preparació pels esdeveniments de 2014 i l'avanç de l'Estat Islàmic a l'Iraq és deficient.
Phillip Smyth, un investigador a la Universitat de Maryland i Professor adjunt de l'Institut de Washington concorda amb aquesta teoria.
Escrivint el 9 de juny de 2014, assenyala: A partir de finals d'abril de 2014, Kata'ib Hezbolá un de principals grups paramilitars de l'Iraq, que havia lluitat contra les forces de la coalició durant la guerra de l'Iraq (2003) i en l'actualitat en les forces desplegades a Síria, va anunciar un nou programa de reclutament i desplegament de forces sota el nom de Saraya al-Dafa 'al-Shabi (Brigades Populars de Defensa o SDS).

## Composició i organització
Si bé no existeixen dades oficials sobre la fortalesa de les Forces de Mobilització Popular hi ha algunes estimacions, que difereixen significativament; es creu que al voltant de Tikrit hi ha uns 20.000 milicians que participen mentre que les xifres totals parlen d'entre 2 milions a 5 milions a 300.000 - 450.000 forces armades iraquianes incloent uns 40.000 combatents sunnites, una xifra que ha evolucionat des de principis de 2015, quan s'explicava només amb 1.000 a 3.000 combatents sunnites. A principis de març de 2015 les Forces Populars de Mobilització han enfortit la seva presència a la ciutat Yazidi de Shingal mitjançant la contractació i el pagament de la població local.
Les Forces de Mobilització Populars estan formades per voluntaris nous i milícies preexistents, els quals han estat agrupats dins de l'organització de paraigua formalment sota el control de les Unitats de Mobilització Popular del Ministeri d'Interior. Entre aquestes milícies estan les Companyies de Paz, anteriorment conegudes com l'Exèrcit del Mahdi, Kata'ib Hezbollah, Kata'ib Sayyid al-Shuhada, Kata'ib al-Imam Ali, Rosteix'ib Ahl al-Haq i el Badr Organització.
Les milícies estan entrenades i recolzades per assessors militars, provenint de Turquia (per a les tropes sunnites i turkmenas), Iran i Hezbollah, incloent prominents membres de la Força Quds com Qasem Soleimani. El PMF també manté desplegament almenys d'un regiment sota l'ordre del coronel Jumaa al-Jumaily en la Governació d'Al-Anbar. També s'assembla tenir la seva pròpia intel·ligència militar, sistemes administratius i una espècie d'Equip Comunicació de Guerra per millorar la moral que actualitza la informació sobre el camp de batalla i realitza videos de propaganda, a més del seu propi tribunal.
El primer ministre Haider al-Abadi va ordenar el 7 d'abril de 2015 que les Forces de Mobilització Populars es col·loquessin sota l'ordre directa de l'oficina del primer ministre donant així un major estatus oficial a la milícia.
El responsable del Comitè de Mobilització Popular al govern iraquià és Falih al-Fayyadh, qui és també l'Assessor de Seguretat Nacional. El PMF està presumptament dirigit en el camp de batalla per Jamal Jaafar Mohammed, també conegut com a Abu Mahdi al-Muhandis, capdavanter de Kata'ib Hezbollah, però la cadena de comandament s'executa a través de dirigents preexistents.
Segons fonts iraquianes, així com fonts prosaudíes basades a Londres com Asharq Al-Awsat, les disferentes milícies tenen la seva pròpia cadena de comandament i rarament treballen o segueixen les ordres de el exèrcit regular iraquià.
Al costat d'Abu Mahdi al-Muhandis, altres persones en el comandament del FMP són: Qais al-Khazali, comandant de Rosteix'ib Ahl al-Haq i Hadi Al-Amiri, cap de l'Organització Badr. Segons The New York Times, tal autonomia organitzativa pot presentar un repte en la consolidació de l'autoritat de el Primer ministre Haider al-Abadi.

### Component sunnita
Inicialment en les FMP eren compostes, de manera gairebé exclusiva, per xiïtes i el component sunnita era insignificant. Des de llavors explica només 1,000 a 3,000 homes. Al gener 2016 el Primer ministre Haider al-Abadi va reconèixer la presència de 40,000 sunnites lluitant en les Forces de Mobilització Popular. Segons Al-Monitor, la seva presència va ser decidida per oferir una imatge multiconfessional del moviment; així i tot, els voluntaris sunnites van començar a sumar-se al FMP abans de la decisió d'Al-abadi. L'addició de combatents sunnites a les Unitats de Mobilització Popular podrien establir l'escenari perquè aquesta força es convertís en el nucli de la prevista nova Guàrdia Nacional. Segons The Economist, l'abril de 2016 es calculava la presència de 16,000 sunnites.
S'ha observat que les tribus sunnites que van formar part en el reclutambien del-Hashd al-Shaabi en 2015 van ser aquells que van tenir bones relacions amb Nouri al-Maliki durant el seu mandat com a Primer ministre.

### Component xiïta
Segons un periòdic sunnita hi ha tres components xiïtes principals dins de les Forces de Mobilització Populars: el primer és el dels grups creats seguint la fàtua de Sistani, sense ambicions o arrels polítiques; el segon són grups format per partits polítics o inicialment les ales militars d'aquests partits, amb caracterització política definitiva; el terç és l'armat agrupa allò ha estat present a l'Iraq per a anys i ha lluitat batalla en contra forces de EUA i també participats en operacions a Síria.
Segons xiïta P.M.F. Oficials, la campanya de reclutament és reeixida també perquè està administrat per l'establiment religiós i Shia becaris religiosos del hawza és instrumental en reclutament.

## Equipament
L'equipament de les Forces de Mobilització Populars és una de les qüestions rellevants. A la fi de gener de 2015, un vídeo va mostrar a un gran comboi de Kata'ib Hezbollah transportant diversos vehicles militars de fabricació nord-americana, incloent un M1 Abrams Tanc, M113 personal blindat transportistes, Humvees, i vehicles MRAP així com material iranià Safir 4x4s i personal tècnic amb la bandera de Kata'ib Hezbollah'. Segons algunes fonts, el govern iraquià ha suplert l'equipament subministrant per EUA a les milícies. El Ministre iraquià de transport i el líder de l'Organització Badr, Hadi Al-Amiri va criticar a EUA per la manca de proporcionar armes. D'altra banda, oficials de EUA argumenten que els operadors de les armes pesants que presumptament tenia Kata'ib Hezbollah era soldats iraquians regulars que van aixecar la bandera d'Hezbollah merament en solidaritat amb el grup militant, mentre la mateixa font reconeix que generalment és difícil controlar en mans de qui estan aquestes armes fetes en EUA.
Al costat de l'equipament militar realitzat en EUA en mans de les Forces de Mobilització Popular, Iran és un proveïdor important ; segons algunes fonts en 2014 Teheran va vendre a Bagdad per valor de gairebé $10 mil milions armes i maquinari. A més, hi ha un subministrament diari d'armes iranianes, incloent 106 mm pistoles antitanque així com 120mm, 82mm i 60mm morters.
El maig 2015, els Estats Units van començar lliurar per valor d'al voltant de $1.6 mil milions en equipament militar sota la supervisió del Govern de l'Iraq. Segons algunes fonts, els beneficiaris més importants dels lliuraments d'armes van ser les Forces de Mobilització Popular.

## Intervencions sobre el terreny

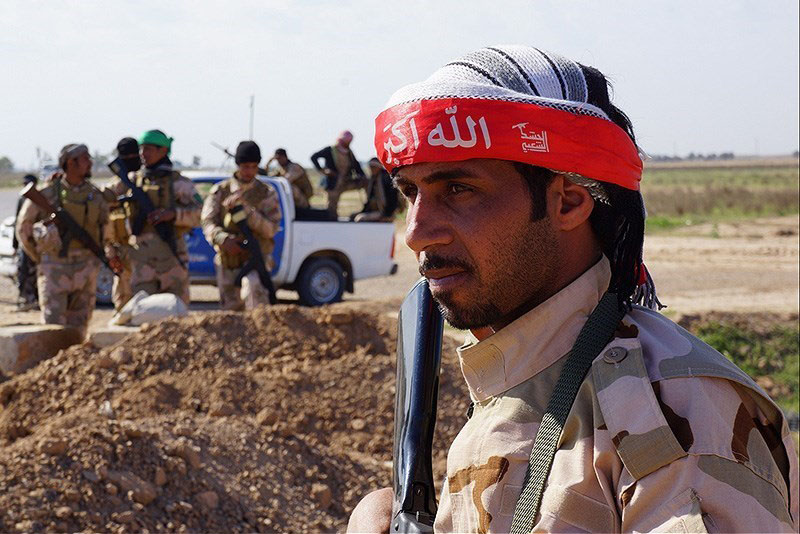
Exèrcit iraquià i Hashed al-Shaabi han derrotat l'Estat islàmic en la Governació de Saladin

Les Forces de Mobilització Populars han estat implicades en diverses batalles de la intervenció militar contra l'Estat islàmic de l'Iraq i el Llevant des de la seva fundació, entre les més importants està la Segona Batalla de Tikrit. Després de la fi de la batalla de Tikrit, es va lliurar els assumptes de la seguretat a les forces de seguretat i policia locals.
El 6 d'abril de 2015 el Primer ministre iraquià Haider al-Abadi va declarar que malgrat haver estat especialment implicades en la conquesta de Tikrit, les Forces de Mobilització Popular no s'unirien en la prevista conquesta de Mossul.
El març de 2016 al Abadi va canviar la seva posició malgrat la petició realitzada per la governació de Nínive que prohibís la participació de les milícies en la reconquesta 
Voluntaris xiïtes haurien entrat en la governació de Ambar a principis de maig de 2015, entre els fortes protestes de personalitats sunnites, amb operacions limitades que van continuar en 2016.
El 29 d'octubre de 2016 el portaveu de les Forces de Mobilització Popular, Ahmed al Asadi va anunciar que les seves tropes es van unir als combats en el front oest de Mossul, després que rebessin llum verda del primer ministre Haidar al Abadi.

## Lleis i directives per les quals es regeixen
Les lleis i la conducta per la qual el del FMP ha de regir-se són les del Governo iraquià, ja que el primer ministre iraquià té el control final sobre elles. No obstant això al-Sistani va emetre un "assessorament i orientació als combatents en els camps de batalla", que inclou un formulari de 20 punts sobre com la FMP hauria de conduir-se.
Els punts principals van ser que les FMP haurien de tractar a les àrees locals alliberades amb la llei islàmica, tal qual se cita des del segon punt, que és un Hadiz del profeta musulmà Mahoma; "No caure en actes d'extremisme, no faltar al respecte dels cossos dels morts, no recórrer al engany, no matar a un ancià, no matar a un nen, no matar a una dona i no tallar arbres, tret que la necessitat dicti una altra cosa ". Altres punts inclouen la mateixa orientació esmentada en el tractament dels no musulmans i també amb relació a no robar o faltar al respecte de les persones, fins i tot si són les famílies dels combatents ISIS.

## Acusacions de crims de guerra
Alguns membres de les milícies que constitueixen les Forces de Mobilització Popular han estat acusades de delictes de guerra motivats per venjança sectària: segons Amnistia Internacional milícies xiïtes han segrestat, torturat i assassinat a nombrosos sunnites civils i segons fonts Occidentals, en Tikrit els militants han comès algunes violències. Després de la conquesta de Tikrit, les autoritats iraquianes van declarar que els delictes de guerra seran investigats i els seus responsables castigats.
Altes autoritats xiïtes iraquianes, com l'Aiatol·là Ali al-Sistani o l'Aiatol·là Hussein Al-Sadr, va fer una crida als militants de les Forces de Mobilització Popular per evitar delictes de guerra o un altre comportament menyspreable i es van establir comitès de recerca de govern ad hoc per trobar la veritat.
Dignataris i funcionaris sunnites de Mossul acusen del FMP d'assassinats de sunnites, absorcions d'escoles i el forzamiento de sunnites per vendre propietats situades prop del santuari de Mossul. D'acord amb el vicepresident de l'ajuntament Muzher Fleih 650 sunníes han desaparegut. D'altra banda, els líders de la milícia insisteixen que els abusos són incidents aïllats i que només s'han produït contra col·laboradors de l'Estat Islàmic capturats.
Al costat de les acusacions de delictes de guerra, s'ha mostrat també la preocupació sobre la constitucionalitat i politicization del-Hashd al-Shaabi: Fonts sunnites han demanat la despoliticization de les Forces de Mobilització Popular, per ser reconeguda com la Guàrdia Nacional proposta. En el què es considera assumptes de constitucionalitat, segons alguns crítics, les Forces de Mobilització Popular no són sancionades per la Constitució de l'Iraq i, no obstant això, tenen un pressupost i estan pagats en base regular pel govern iraquià, mentre que el legalment establert Peshmerga no han rebut els seus sous.
L'estat oficial i dependència real de les Forces de Mobilització Popular del govern de Bagdad i la seva ajuda no es va resoldre plenament fins a finals de 2015.
Reclutament de Yazidis a les àrees de kurdistán és considerada com una acció contra la política oficial del moviment. El President de la Regió del Kurdistan Massoud Barzani va demanar al Ministre Peshmerga que posés fi a totes les activides del FMP a l'àrea.

### Preocupacions pel seu creixement
Les Forces de Mobilització Populars estan acusades d'augmentar la seva base de poder a l'Iraq i ser l'instrument de l'Iran per dominar i reforçar la dominació xiïta al país. La prefectura de policia a la província de Muthanna anunciant que des de gener estaven en procés de la posada en marxa de batallons de les Forces de Mobilització Popular amb les tasques de seguretat. Aquestes tasques inclouen la protecció dels establiments públics i privats a les zones desèrtiques oberts, entre d'altres, altres informes indiquen que les forces asseguren mitjans de control de fronteres i la seguretat a les ciutats alliberades.
Segons el General Ali Omran, comandant de la 5.ª Divisió d'Infanteria de l'exèrcit, les milícies del FMP estan massa implicades en política i és un risc de confrontació amb les forces armades. Al febrer de 2016 la milícia va rebutjar les ordres per evacuar un edifici en una base militar del nord de Bagdad.
Segons funcionaris del govern entrevistats per AP i capdavanteres de la milícia, a causa del temor d'un altre domini de la minoria sunnita sobre la majoria xiïta iraquiana, les milícies que formen les Forces de Mobilització Popular quienen formar una força armada permanent i independent; Hamed al-Jazaeery, cap de la milícia de les Brigades al-Khorasani ha explicat que el model és el Cos de Guàrdies de Revolució islàmic.

## Reaccions internacionals
- Nacions Unides en un discurs del seu Representant Especial i cap de la Missió d'Assistència de l'ONU a l'Iraq (UNAMI), Jan Kubis el 22 de juliol de 2015 va esmentar a les Forces de Mobilització Popular, dient que les forces de seguretat iraquianes, amb el suport crític de les Forces de Mobilització Popular, voluntaris tribals sunnites i la Coalició Internacional, tenen encara pendent canviar significativament la situació al territori